# エル・ジェム
エル・ジェム(ラテン語:Thysdrus)はチュニジア、マーディア県の人口18,302人(2004年の国勢調査)の町である。
ここにはアフリカで最も印象的なローマ遺跡が眠る。

## 歴史
この都市はチュニジアのほとんどすべてのローマ人居留地と同様にカルタゴ人の居留地の上に構築された。
ローマ時代のThysdrusは、特に2世紀に、今日ほど乾燥していない気候の下で、輸出のために製造するオリーブオイルの中心として繁栄した。
この街は、現在もローマカトリックの肩書きである大司教の所在地であった。
3世紀はじめの円形闘技場が構築された頃、Thysdrusはカルタゴに続くローマ帝国の北アフリカの第2の都市の座をHadrumetum(現代のスース)と競っていた。
しかし、238年に始まり、ゴルディアヌス1世のカルタゴの近くの彼の別荘での自殺に続く、不成功に終わった反乱のときに、皇帝マクシミヌス・トラクスに忠実なローマの軍隊が都市を破壊した。
この破壊は回復されなかった。
3世紀の破壊がどの程度のものであったかは知られていない。
恐らく、オクシリンコスと同様の破壊が行われたものと思われる。

## 名所・旧跡

### 円形闘技場
エル・ジェムは、間違ってコロセウムと呼ばれることのある観客席35,000人の円形闘技場（アンフィテアトルム）で有名である。この闘技場より大きいものはローマのコロセウム(約45,000人)およびカプアの荒廃した闘技場だけである。エル・ジェムの円形闘技場は238年頃Thysdrusで皇帝と歓呼して迎えられた総督ゴルディアヌス1世の下のローマ人によって構築された。闘技場は、恐らく剣闘士や「ベン・ハー」の中で描かれたような戦車レースのために使用された。円形闘技場は未完成であった可能性もある。
17世紀まで、闘技場はほぼ原型を保っていた。17世紀から、闘技場の石材は、エル・ジェムの近くの村を構築するためやケルアンの大モスクのために使用され、オスマン帝国との戦闘において、トルコ人は、円形闘技場から敵を追い出すために大砲を使用した。
円形闘技場の遺跡は1979年に世界遺産に登録された。

### その他
流砂が、Thysdrusの市場都市とそれを囲む洗練された別荘を保存している。
考古学者の注意は発掘を必要としない闘技場に集中している。
モザイクの床がいくつか見つかり公表された。しかし、発掘はほとんど試みられていない。
Thysdrusはパピルスの宝庫である。
エル・ジェムの気候は乾燥しているので、パピルスは大変よく保存されている。

## 世界遺産

### 登録基準
この世界遺産は世界遺産登録基準のうち、以下の条件を満たし、登録された（以下の基準は世界遺産センター公表の登録基準からの翻訳、引用である）。
- (4) 人類の歴史上重要な時代を例証する建築様式、建築物群、技術の集積または景観の優れた例。
- (6) 顕著で普遍的な意義を有する出来事、現存する伝統、思想、信仰または芸術的、文学的作品と直接にまたは明白に関連するもの（この基準は他の基準と組み合わせて用いるのが望ましいと世界遺産委員会は考えている）。

登録基準に基づく評価内容は以下の通り。
- (4) エル ジェムの円形闘技場は、丘の斜面ではなく平らな地面に建てられ、複雑なアーチ システムで支えられている、この種の記念碑としてはアフリカでも珍しくユニークなものである。エル ジェムの闘技場は、ローマの円形闘技場の建築として最も完成度の高い例の 1 つであり、ローマのコロッセオにほぼ匹敵する。
- (6) 遠く離れた属州に、大衆向けの見せ物として設計された洗練された複雑な建物を建設することは、ローマ帝国のプロパガンダの特徴である。

## 外部リンク

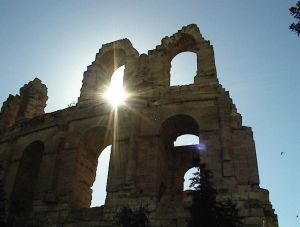
El Djem in the morning